# Тома Аквински
Свети Тома Аквински (или Тома от Аквино на латински: Thomas Aquinas; на италиански: Tomasso di Aquino) е италиански богослов и схоластически философ. Идеите му лежат в основата на късния философски възглед на Католическата църква, наричан томизъм. През 1879 г. томизмът е провъзгласен официално от папа Лъв XIII за основополагащо учение във всички католически учебни заведения. Католиците смятат Тома от Аквино за един от най-великите богослови в историята и за един от тридесет и тримата отци на Църквата.
Тома Аквински е възпитан в абатството на монасите бенедиктинци в Монте Касино, Италия. Там приема монашески сан през 1248 г. Следва в Париж с голям успех, за което е наречен Doctor universalis и Doctor angelicus. От 1248 до 1252 г. е студент на свети Алберт Велики в Кьолн. Следва отново в Париж от 1256 до 1259 г. и преподава след това в Италия (Рим, Витербо и Орвието). От 1269 г. е научен префект на Доминиканския орден в Неапол, където създава школа. Умира на път за Втория Лионски събор във Фосанова.
Жизненият му път е път на учен, а не на църковен сановник, политик или царедворец, въпреки че е прекарал дълго време в папския двор. Произведенията му, впечатляващи дори само със своето количество, обхващат почти цялото поле на тогавашната наука, макар да е разбирал богословието като център на всички свои усилия. Широтата на интересите му, яснотата на аргументите и способността на въображението му да намира систематични връзки са били впечатляващи още за неговите съвременници. След смъртта му Доминиканският орден го обявява за авторитет в богословието. През 1323 г. папа Йоан XXII канонизира Тома Аквински за светец.

## Биография
Тома Аквински е роден в Рокасека през 1225 г., в окръг Аквино на кралство Сицилия (дн. област Лацио, Италия). Произхожда от високопоставен благороднически род на барони от кралство Сицилия. Син е на лангобардския благородник Ландолфо и съпругата му Теодора. Чичото на Тома е игумен в бенедиктинското абатство Монте Касино, където Тома го наследява след време. За разлика от него, братята му се отдават на военното изкуство.
На петгодишна възраст Тома постъпва в Монте Касино, за да получи религиозно образование. На 14 години се премества в Неапол, където изучава изкуство в университета към манастира „Сан Доменико Маджоре“. В този университет Тома се запознава с идеите на Аристотел, Авероес и Маймонид, които ще повлияят на неговото богословие. По време на обучението си в Неапол, Тома попада под влиянието на Йоан от Св. Юлиан – доминикански проповедник, който е част от активното усилие на ордена да спечели благочестиви последователи. Именно по това време, през 1244 г., Тома постъпва в Доминиканския орден, независимо от силната съпротива на семейството си.
В тесния си семеен кръг той горчиво преживява яростните борби между император Фридрих II Хоенщауфен (живял до 1250 г.) и Папството. Един от братята на Тома е екзекутиран от император Фридрих през 1247 г., задето преминал на страната на врага. Още през 1244 г., като студент в Неаполитанския университет, Тома решава да не търси пътя към църковната йерархия в достопочтения бенедиктински манастир в Монте Касино, както е решило семейството му.

### Завръщане и изкушение
Според легендата двама от братята му прибегнали до крайната мярка да наемат проститутка, за да го прелъсти, но Тома я прогонил с нагорещено желязо. Тази нощ двама ангели се явили в съня му, за да укрепят решимостта му за целомъдрие.

### Алберт Велики, Париж, Кьолн и учение
През 1244 г. Тома с помощта на майка си бяга от семейния дом и заминава първо за Неапол, а след това за Рим, за да се срещне с Йоханес фон Вилдершаусен – главния магистър на Доминиканския орден. След краткотраен престой в Неапол и в Рим, през 1245 г. Тома е изпратен да учи във Факултета по изкуствата на университета в Париж. През същата година в Париж започва преподавателската си дейност свети Алберт Велики – германски философ и богослов, който прави опит да примири християнството с учението на Аристотел.
Тома Аквински и Алберт Велики се запознават в Париж. Алберт е изпратен да преподава богословие в Кьолн през 1248 г., Тома го последва. Там той получава степен магистър (magister studentium). Поради мълчаливостта си Тома е сметнат от някои съученици за бавно развиващ се. Но Алберт пророчески възкликва: „Вие го наричате немия вол, но в своето учение той един ден ще произведе такъв рев, че ще се чуе по целия свят.“
Тома преподава в Кьолн като професор чирак (baccalaureus biblicus). Впоследствие с тази степен преподава на студенти и пише първите си трудове: Expositio super Isaiam ad litteram, Postilla super Ieremiam и Postilla super Threnos.
През 1252 г. се връща в Париж за магистратура по богословие. Чете лекции за Библията и става бакалавър по Сентенциите (baccalaureus Sententiarum), като посвещава последните три години от учението си на коментари на произведението Сентенции на схоластика Петър Ломбардски. Пише четири труда, обобщаващи коментарите под името „Коментари на Сентенциите“ (Scriptum super libros Sententiarium).
През 1256 г. Тома става редовен преподавател по богословие. Един от първите му трудове е Contra impugnantes Dei cultum et religionem („Срещу онези, които са против преклонението пред Бога и религията“). Това е период на ожесточен спор между представителите на просешките ордени и апологетите на светската наука. Тома повежда борба и с авероистите (последователи на арабския философ Авероес, според когото човешката душа е смъртна). Те смятат, че вярата не може да се помири никога с разума: „Вярата е за простите хора, а философията – за образованите.“ Бори се също и с августинците, чиято философия е неоплатоническа – те смятат, че аристотелизмът не може да се съчетае с християнската вяра. В Париж той пише трактата „За съществуването и за същността“, чиято слава стига до ушите на папата, който кани Тома за проповедник в папския двор.

### Неапол, Орвието, Рим (1259 – 1268)
През 1259 г. Тома приключва своето първо регентство в Studium Generale и напуска Париж. Завръща се в Неапол, където е назначен за главен проповедник на 29 септември 1260 г. През септември 1261 г. Тома е призован в Орвието за манастирски лектор. Сътрудничи на папа Урбан IV при написването на някои от трудовете му (например Contra errores graecorum) и по негова поръка съставя службата и песнопенията на празника Тяло Господне, сред които химнът Pange Lingua изпъква с последните си два стиха Tantum Ergo, които се използват още в католическата литургия при благославяне на светото причастие.
През февруари 1265 г. новоизбраният папа Климент IV призовава Тома в Рим, за да служи като папски богослов. През същата година по заръка на Доминиканския орден основава studium (средновековен университет) в базиликата „Санта Сабина“ в Рим. Написва многобройни творби, сред които Summa contra gentiles, De regimine principium, De unitate intellectus contra Averroistas, както и значителна част от най-важния си труд – Сума на теологията, с който цели „да събере истината“, да я „съчини и подреди според Божия промисъл“. Този труд е извор на вдъхновение за католическото богословие. Над това произведение Тома работи седем години, пътувайки често до Париж. Тома участва в много диспути за Божията сила, които той събира в De potentia. Пребивава в Санта Сабина до 1268 г., когато е изпратен като регент за втори път в Париж.

### Второ регентство в Париж (1269 – 1272 г.)
През 1268 г. Доминиканският орден назначава Тома в университета в Париж. Този пост той заема до 1272 г. Там през
1269 г. основава Ордените на просещите монаси, като пламенно защитава своето дело по доказването на несъстоятелността на августинския неоплатонизъм, противопоставен на Аристотеловия възглед, както и други доктринални грешки на последователите на Авероес. В периода от 1270 до 1272 г. провежда редица диспути, като De virtutibus in communi („За добродетелите като цяло“), De virtutibus cardinalibus („За главните добродетели“), De spe („Върху надеждата“).
През 1272 г. се завръща в Неапол, повикан от Карл I Анжуйски. Там се заема с реорганизацията на богословското обучение в местния университет, който е прикрепен към манастира „Сан Доменико“, чете лекции и пише трудовете си. Но на 6 декември 1273 г. му се явява Христос и говори с него. Тома никога не разказва за преживяването си, но решава да остави недовършена творбата си Сума на теологията.
През януари 1274 г. папа Григорий X му нарежда да присъства на Втория лионски събор, за да представи трактата Срещу гръцката ерес и да покаже в какво се състоят разликите между латинската и гръцката църква и дали те могат да се изгладят. Тома потегля, макар и да не е в добро здраве. По време на пътуването спира в Маенца за почивка, но състоянието му се влошава. Тъй като желае да свърши дните си в манастир, но не е в състояние да стигне до някоя обител на доминиканците, той е откаран в абатството „Фосанова“, провинция Латина. След неколкоседмично боледуване умира на 7 март 1274 г. Тленните останки на Тома Аквински се съхраняват в манастира на якобинците в Тулуза.

## Значение и наследство
Свети Тома Аквински е сред изтъкнатите представители на схоластическата философия. Той разглежда различни философски въпроси на своята епоха: отношението между вярата и разума, тезите за душата, въпросите за авторитета на религията и богословието, които подчиняват всяка друга област на познанието. При все това той никога не се възприема сам като философ, а критикува философите, които оприличава на езичници, „рядко попадащи на вярна и точна мъдрост, за да достигнат до християнското откровение.“ Тези основни положения в неговата философска система се доразвиват от последователите му. С постепенния упадък на схоластиката, томизмът също губи влияние.
Спорен е въпросът за отношението на Тома Аквински към Аристотел. По този повод италианският поет и художник Марчело Ланди казва: „Може ли Тома да бъде сведен до един късен последовател на Аристотел? Всъщност по исторически и теоретични причини е по-добре да направим обратното – да потърсим оригиналността на томизма и специфичните му отлики от аристотелизма, ако искаме да проумеем начина на мислене на Тома Аквински, чиято гледна точка отчита всичко случило се междувременно на Запад: установяването на християнството и на събудената от него мисъл. С други думи, Тома преобразува учението на Аристотел в съгласие с християнството, а не обратното.“
Все пак философската мисъл на Тома Аквински се приема радушно и в некатолическите среди (напр. от американски учени протестанти) и дори в нехристиянски общности. Това се дължи на метода му на работа, силно рационален и отворен за източници и допълнения от всякакъв род. Неговото интелектуално проучване започва от Библията и стига до езическите автори, движи се от евреите до мюсюлманите без всякакви предразсъдъци, но запазва своя център в християнското откровение, което се отчита от всяка култура, доктрина и древен автор.
Върхът в творчеството му е „Сума на теологията“, в която третира систематично връзката между вярата и разума, както и други важни богословски въпроси. С оглед на това Тома е имал уважение към Аристотел толкова много, че в тази книга често го цитира просто като Философа. Много от работата на Тома Аквински е отдадена на философски теми и в такъв смисъл той може да бъде характеризиран като философ. Философската мисъл на Тома оказва огромно влияние върху християнското богословие през следващите векове, особено върху Католическата църква, и допринася за разширяване на западната философия.

### Коментари за Аристотел
Тома Аквински пише няколко важни коментара за произведенията на Аристотел, включително „За душата“, „Никомахова етика“ и „Метафизика“. Работата му е свързвана с преводите на Уилям Моербеке по превеждането на Аристотеловите трудове от гръцки на латински език.

### Епистемология
Тома вярва, че „за познаването на някоя истина, когато човек има нужда от божията помощ, интелектът може да бъде насочван от Бога.“ Все пак той е смятал, че човешките същества имат естествената способност да разбират нещата без специална помощ. Откровение се получава понякога, „особено по отношение на такива истини, които се отнасят до вярата.“ Бог е дал на човека сила, съответна на човешката природа: „Всяка форма, сътворена от Бога, има сила за определени действия, а извън тях, където тя е безсилна, може само да приеме дар, както водата може да се нагрее само при наличието на огън. И по този начин човешкото разбиране има форма, а именно светлината на разума, която сама по себе си е достатъчна за познанието на някои неща, а именно тези, които ние чувстваме.“

### Съществуването на Бога
Според Тома Аквински съществуването на Бога е твърдение, следователно се нуждае от доказване и може да бъде доказано с помощта на разума, като се следва естественият път на човешкото познание. Затова доказателствата за Божието битие изхождат от опита. Тези доказателства са пет:
а. От движението: Всяко движение предполага някакъв външен двигател. Този двигател на свой ред би трябвало да е задвижван от друг и т.н. Ала безкрайната поредица от задвижвани двигатели е абсурдна. Нужно е, следователно, да приемем някакъв пръв двигател и това е Бог.
б. От причинността: Всяко действие има своя причина. Редът на причините не може да е безкраен, защото всеки ред има начало. Отнемем ли първата причина, с това разрушаваме целия ред, а значи унищожаваме и последното следствие, което именно е и предметът на нашето разглеждане. Следователно има първа причина, която сама не е причинена – и тази причина е Бог.
в. От необходимостта: В света има множество неща, които могат да съществуват или да не съществуват. Ако всички неща са такива, то мислимо е и такова състояние, когато нищо не съществува. Но от абсолютното не-съществуване не може да се премине към съществуване. А това би означавало, че и сега нищо не съществува, което е очевидно абсурдно. Нужно е, следователно, да допуснем съществуването на нещо необходимо само по себе си, което именно е първопричината за всички останали необходими неща – и това нещо е Бог.
г. От степените на битието: В съществуващите неща е установима разлика по степен. Например можем да определим дадено нещо като повече или по-малко топло, като повече или по-малко съвършено. Но „повече“ и „по-малко“ може да има единствено там, където характеризираните по този начин неща отстоят на различно разстояние от една абсолютна съвършена мяра. Необходимо е, следователно, да допуснем реалността на нещо най-добро, най-истинно, най-възвишено и това превъзходно битие е Бог.
д. От целесъобразността на битието: Неразумните твари в света очевидно действат с оглед на някаква цел. Но целенасочеността на дадено действие предполага някакво предварително целеполагане, което несъмнено не може да бъде дело на лишени от разум и знание същества. Неизбежно е, следователно, да допуснем наличието на разумно същество, способно да зададе целта на съществуващото – и това е Бог.
Извод: Бог е висша съвършена реалност, той е първопричината на нещата и тяхната крайна цел.

### Етика
За Тома Аквински етиката не се отъждествява с пълното постигане на крайната цел на човека, а е само един ориентир за човешкото съществуване, който да насочи човека към неговата цел, онази крайна цел, която за Аристотел е щастието, блаженството. За Аристотел добро е това, което усъвършенства човека и го води до осъществяването на неговата собствена природа. Тома Аквински отива отвъд това схващане и твърди, че върховното добро е онова, което в действителност твори, както и доведената до максимално извисяване човешка природа. Тъй като характерната особеност на човека е разумът, то тогава –счита Тома Аквински – единственото възможно действие за постигането на блаженството има интелектуален характер.

### Свободният избор и моралът
Етиката на Тома Аквински се основава на свободата на човека, защото както той казва само човекът притежава правото на свободен избор, тъй като само човекът е господар на избора си, само той може да разсъди с разума си собствения си избор. Освен това за Тома Аквински това съвсем не противоречи на Божието Провидение, което подрежда съдбините на света, защото то се извисява над всяко решение и над човешката свобода, но в действието Си все пак отчита и тях. Свободният избор не противоречи и на предопределеното спасение, защото човешката свобода и божественото действие на проява на милостта (като следствие на предопределението) се стремят към една и съща цел и се пораждат от една и съща причина – Бог. Относно морала Тома Аквински твърди, че човекът проявява синдереза – естествено предразположение и склонност към добро и към познаването на това добро. Но все пак той се нуждае от подходящи средства, за да преценява всеки случай на поведение, с който се среща. Тези средства са:
- съзнанието, като способност за практическо разсъждение и за прилагане на универсални етични принципи в конкретни ситуации;
- предпазливостта, тоест практичното качество, което позволява правилната преценка във всеки конкретен случай;
- волята, средството, чрез което се взима решение дали да се направи някакво добро или да се избере друго поведение, което е грешно от гледна точка на етиката;
- добродетелността, или действие, продиктувано от присъщата природа и от разума.

Добродетелта обозначава определено съвършенство като сила. Сега съвършенството се счита за главно, що се отнася до неговия край. Но края на силата е действието. Затова силата се смята за перфектна, в зависимост от действията.
Тома дефинира четирите кардинални добродетели като: благоразумие, умереност, справедливост и сила на духа. Кардиналните добродетели са естествени и са разкрити в природата, и те са задължителни за всички. Има обаче три божи добродетеля: вяра, надежда и милосърдие. Те по някакъв начин са свръхестествени и са отделени от другите добродетели с цел, а именно Бог:
Сега обект на богословските добродетели е Самият Бог. От друга страна, предметът на интелектуални и морални добродетели, е нещо, разбираемо за човешкия разум. Затова божите добродетели са специално обособени от морални и интелектуални добродетели.
Освен това Тома разграничава четири вида на правото: вечно, естествено, човешко и божествено. Вечният закон е указът на Бог, който управлява цялото творение. Природният закон е човешкото „участие“ във вечния закон и е открит от разума. Естественото право се основава на „първите принципи“: това е първата заповед на закона, че доброто трябва да се направи и да се насърчава, а злото е, за да се избягва. Всички други правила на природния закон, се основават на това.
Желанията да живеят и да се размножават, се броят от Тома сред тези основни (природни) човешки ценности, на които се основават всички други ценности. Според Тома, всички човешки тенденции са насочени към реални човешки стоки. В този случай човешката природа е въпрос на брак, общият дар от себе си на друг, който да гарантира семейство за децата и бъдеще за човечеството. За да се изясни за вярващите християни, Тома дефинира любовта като „да желаеш доброто на друг“.

### Психология
Тома твърди, че човек е материално вещество. Той разбира душата като форма на тялото, което прави човешкото същество като композицията от две. По този начин само живеят форма – материя, която може да се нарече човешка; мъртвите тела са „човешки“ само по аналогичен начин. Една действително съществуваща субстанция идва от душата и тялото. Човек е една субстанция, но все пак трябва да се разбира като една нематериална душа, която продължава и след смъртта на тялото.
В крайна сметка хората са животни; родът на животните е тялото; тялото е материална субстанция. Когато е въплътен, човекът е „отделно вещество в категория рационално животно. Тялото принадлежи към същността на човешкото същество.“ В своята Summa theologia Тома ясно заявява позицията си относно естеството на душата; дефинирайки като Първи принцип на живота. Душата не е материално, или тяло, то е акт на тялото. Тъй като интелекта е невеществен, не използва телесните органи.
Човешката душа е съвършена в тялото, но не зависи от него, тъй като част от нейната същност е духовна. По този начин душата се различава от други форми, които се намират само в материята, и по този начин зависят от нея. Душата, като форма на тялото, не зависи от материята по този начин.
Душата не е материя, дори нематериална или духовна материя. Ако беше, нямаше да е в състояние да разбере универсали, които са нематериални. Приемник получава неща според собствената си природа, така че, за да може душата (приемник), да разбере (получи) универсали. И все пак всяко вещество, което разбира универсали, не може да бъде композитна форма на материя. Така хората имат рационални души, които са абстрактни форми, независими от тялото. Но едно човешко същество е един съществуващ, една субстанция, която идва от душата и тялото: това е, което Тома има предвид, когато пише, че „нещо в природата може да се формира от интелектуална субстанция и тяло“ и „нещо в природата не е резултат от две постоянни образувания, освен ако човек има характера на веществената форма и на другата материя.“
Душата е „съществена форма“, тя е част от едно вещество, но тя не е вещество сама по себе си. Независимо от това душата съществува отделно от тялото, и продължава, след смъртта. Съществена форма е това, което прави нещо член на видовете, за които той принадлежи, и веществена форма е и структурата или конфигурация, която осигурява на обекта с възможностите, които правят обекта какво е то. За хората тези способности са тези на рационално животно.
Материята представлява това, което е променливо за веществото, – това, което е потенциално нещо друго. Например бронз материята е потенциално статуя или също така потенциален чинел. Материята трябва да се разбира като въпрос на нещо. В контраст, форма е това, което определя някои специално парче на материята да бъде специфично. Когато Аквински казва, че човешкото тяло е само частично съставен от материя, той означава, че материалното тяло е само потенциално човешко същество. Душата е това, което актуализира този потенциал в съществуващо човешко същество. Следователно обстоятелството, че човешкото тяло е живо, човешка тъкан предполага, че човешката душа изцяло присъства във всяка част от човешкото.
Тома Аквински се връща към четирите основни добродетели според Аристотел (справедливост, постоянство, предпазливост и сила), но въвежда освен тях и трите теологични добродетели на християнството (вяра, надежда и милосърдие), необходими за постигането на вечното блаженство.

## Законът и политиката
Тома Аквински изучава основно право и правосъдие, считайки ги за крайъгълни стълбове на обществото и диференцирайки източниците им. В действителност първият извор, този на правосъдието, е Божественият Разум, непознаваем и неразбираем за човешкия ум, но приеман със смирение. Такова правосъдие се отнася с Божия закон, който направлява човека по пътя към вечното блаженство. Другият източник на правосъдие е естественият природен закон, добре познат за ума и формиран от универсални принципи, които са общи за всички хора (примерно този за възпроизводството). Така че човешкият закон има за основа и Божествения закон, и природните закони, но в действителност е необходим само за да направлява и да възпира в определени граници поведението на хората, които не се подчиняват на Божествения закон и следователно се определят като лоши.
Що се отнася до държавата и политиката, Тома Аквински твърди, че най-добрата форма на управление е монархията, не само като проекция на божествената монархия в човешкото съществуване, но и защото кралят не е тиранин, а владетел, на когото народът е делегирал своя свободен избор и суверенитет в името на мира, на единението и на доброто управление, тоест за общото благо. Въпреки това, макар и да признава позитивността на държавата (на монархията), Тома Аквински поставя ясни ограничения по отношение на действията на обществото и на политиката, когато твърди, че човекът „в своето съществуване, в своята власт и в своето притежание трябва да се ръководи от Бога“, а не от политическото общество, тъй като неговата духовна власт е поверена на един-единствен владетел – Христос. Това обаче изобщо не е теократично виждане, както твърдят някои, а различаване на видимата от невидимата сфера на човешкото съществуване: външно той трябва да се подчинява на един земен крал, но вътрешно трябва да се ръководи единствено от Бог и може (дори трябва) да не се подчини на земния си владетел, ако действията му противоречат на вътрешния Господ Исус Христос.

## Произведения
Тома Аквински е автор на около 80 труда, между които най-важните са:
- „Summa contra gentiles“ („Сума против езичниците“ 1261 – 1264)
- „Summa theologica“ („Сума на теологията“ в 3 части, последната незавършена; 1265 – 1273)
  - Тома от Аквино, „Сума на теологията“, ч.I, ч.II (1 и 2), ч.III, София: Изток-Запад, 2003 – 2011 (пр. Цочо Бояджиев)
- „За съществуването и същността“
- „За единството на интелекта против авероистите“
- „Свод истини на католическата вяра против езичниците“
- „За човека“